# Салми, Самуэль
Са́муэль Са́лми (фин. Samuel Salmi; 19 марта 1951, Муонио, Финляндия) — епископ Евангелическо-лютеранской церкви Финляндии, в 2001—2018 годах возглавлял диоцез Оулу.

## Биография
Родился 19 марта 1951 года в Муонио.
В 1974 году окончил со степенью бакалавра богословия Хельсинкский университет, где в 1983 году защитил лиценциат, а в 1990 году — докторскую степень по богословию.
После ординации занимал должности лютеранского пастора в различных приходах, а с 1993 по 2000 годы был настоятелем церкви святой Екатерины в Турку.
1 января 2011 года был избран лютеранским епископом Оулу.
4 февраля 2012 года на семинаре в посёлке Инари от лица Евангелическо-лютеранской церкви Финляндии принёс покаяние перед саамами Финляндии за несправедливости, которым подвергались саамы в церкви.

## Труды
- Meille annettu maa. Pohjoisen kirkon ympäristökirja (2007)
- Kuule pohjoista puhetta. Lapin pojan kasvutarina piispaksi (2008)

## Семья
- Жена — Ханнеле Салми (в девичестве — Цейтлингер нем. Zeitlinger)
- Сын — Микко Салми (р.1975), лютеранский пастор, музыкант, певец
- Дочь — Йоханна Салми (р.1982)